# Neufchâtel-Est–Lebourgneuf
Neufchâtel-Est–Lebourgneuf est un des 35 quartiers de la ville de Québec et un des trois qui composent l'arrondissement des Rivières. Il tire simplement son nom du territoire qu'il couvre, soit la partie Est de l'ancienne ville de Neufchâtel, annexée en tant que quartier en 1971, et la presque totalité de l'ancien quartier Lebourgneuf, lui-même créé sur le territoire de l'ancienne ville de Charlesbourg-Ouest. La délimitation entre Neufchâtel-Est et Lebourgneuf est tout simplement la rivière du Berger.

## Géographie
Sa position géographique est centrale à l'intérieur de la ville de Québec. Situé à la confluence de plusieurs axes routiers, il constitue un pôle important.
Le quartier est délimité approximativement par la rivière Saint-Charles (à l'ouest), l'autoroute Félix-Leclerc (au sud), l'autoroute Laurentienne (à l'est) et le quartier de Saint-Émile (au nord). Il est traversé, du nord au sud, par le boulevard Robert-Bourassa, le boulevard Saint-Jacques et le boulevard Pierre-Bertrand, et d'est en ouest, par le boulevard Lebourgneuf, le boulevard Bastien et l'avenue Chauveau. Le sud du quartier est entièrement occupé par l'une des plus vastes zones commerciales de la ville, comprenant entre autres les Galeries de la Capitale. Le reste du quartier est constitué d'ensembles résidentiels bien distincts, alternant entre des zones de maisons unifamiliales et des édifices de copropriété. Le quartier a pour particularité d'être traversé par de nombreuses lignes de transmission d'électricité. Une très grande partie du quartier est occupé par le poste de transformation des Laurentides (Hydro-Québec) ainsi que par le parc industriel des Carrières.
En plus de la rivière Saint-Charles qui constitue sa frontière ouest, le quartier est également traversé par la rivière du Berger. Cette dernière sépare par ailleurs les anciens quartiers Neufchâtel et Lebourgneuf, tout comme elle divisait auparavant les paroisses de Saint-Ambroise-de-la-Jeune-Lorette et de Saint-Charles-de-Charlesbourg, d'où sont respectivement issus ces deux quartiers.
D'autres ruisseaux parcourent son territoire, dont le cours d'eau Beaudin, le ruisseau de la Butte Rouge, le ruisseau des Martres et le ruisseau des Marais. Son relief apparaît plutôt plat, bien qu'il varie entre 30 m et 120 m, augmentant progressivement vers le nord. Néanmoins, dans sa partie sud, un escarpement sensiblement parallèle au boulevard Lebourgneuf est mis en valeur par le Parc de l'Escarpement.

## Histoire
La fondation de la paroisse Saint-Ambroise-de-la-Jeune-Lorette en 1795 marque le début de la colonisation du territoire. Cependant dès la fin du XVIIe siècle on y trouvait des Hurons qui s'y sont installés après avoir quitté leur établissement de Lorette (aujourd'hui, L'Ancienne-Lorette). Leur réserve de Wendake se trouve maintenant juste à l'extérieur du quartier. C'est d'ailleurs de là que provient le nom de Jeune-Lorette. En 1913, la partie nord de la paroisse se détache et devient la ville de Loretteville, la partie sud conserve le nom de Saint-Ambroise jusqu'en 1963 où elle change son nom pour Neufchâtel. Neufchâtel est intégrée dans la ville de Québec en 1971. Lors des fusions de 2002, elle est intégrée dans les arrondissements de la Haute-Saint-Charles et Des Rivières.
Pour sa part, le quartier Lebourgneuf est le nom donné en 1988 à l'ancienne municipalité de Charlesbourg-Ouest, détachée de Charlesbourg en 1952 et annexée à la ville de Québec en 1973. L'origine du nom Lebourgneuf tient dans les dernières lettres de Charlesbourg et les premières lettres de Neufchâtel, ces deux secteurs étant situés de part et d'autre de ce quartier. Le boulevard Lebourgneuf a été nommée de ce toponyme en 1977.
Jusque dans les années 1950, ce qui est aujourd'hui Neufchâtel-Est–Lebourgneuf vit principalement de l'agriculture et est peu peuplé. On trouve encore des petites maisons de campagne surtout sur le boulevard Bastien et l'avenue Chauveau, mais l'urbanisation les rattrape petit à petit. Le quartier s'est urbanisé et comprend aujourd'hui de vastes zones résidentielles.
Le quartier Neufchâtel-Est-Lebourgneuf a été formé en 2003 avec la répartition des rues de l'ancien quartier de Neufchâtel parmi plusieurs quartiers dont Des Châtels, Loretteville et Val-Bélair.

## Portrait du quartier
Le quartier comprend toute la partie de l'arrondissement située au nord de l'autoroute Félix-Leclerc et à l'est de la rivière Saint-Charles. C'est un quartier au développement relativement récent, avec des secteurs résidentiels mais surtout une importante superficie de commerces et d'entreprises à grande surface. De plus, on retrouve au nord du quartier une immense carrière. Outre la rivière Saint-Charles, la rivière du Berger traverse aussi le quartier.
Comme son nom le laisse entendre, Neufchâtel-Est–Lebourgneuf est un amalgame de deux entités distinctes. Neufchâtel était un vaste quartier de l'ancienne ville de Québec qui a été réparti, avec les fusions de 2002, dans les arrondissements de la Haute-Saint-Charles (quartier des Châtels) et Des Rivières (Neufchâtel-Est). C'est un quartier majoritairement à vocation résidentielle. Il est situé près du centre géographique de la ville de Québec et au sud du quartier de Loretteville.
Lebourgneuf occupe l'est du quartier et comprend quelques secteurs résidentiels récents et de vastes zones commerciales et industrielles en bordure de deux autoroutes.
Au conseil municipal de Québec, le quartier est représenté principalement par le district de Neufchâtel-Lebourgneuf. Deux parties sont également couverts par les districts de Lac-Saint-Charles–Saint-Émile et Duberger–Les Saules.

### Artères principales
- Avenue Chauveau (route 358)

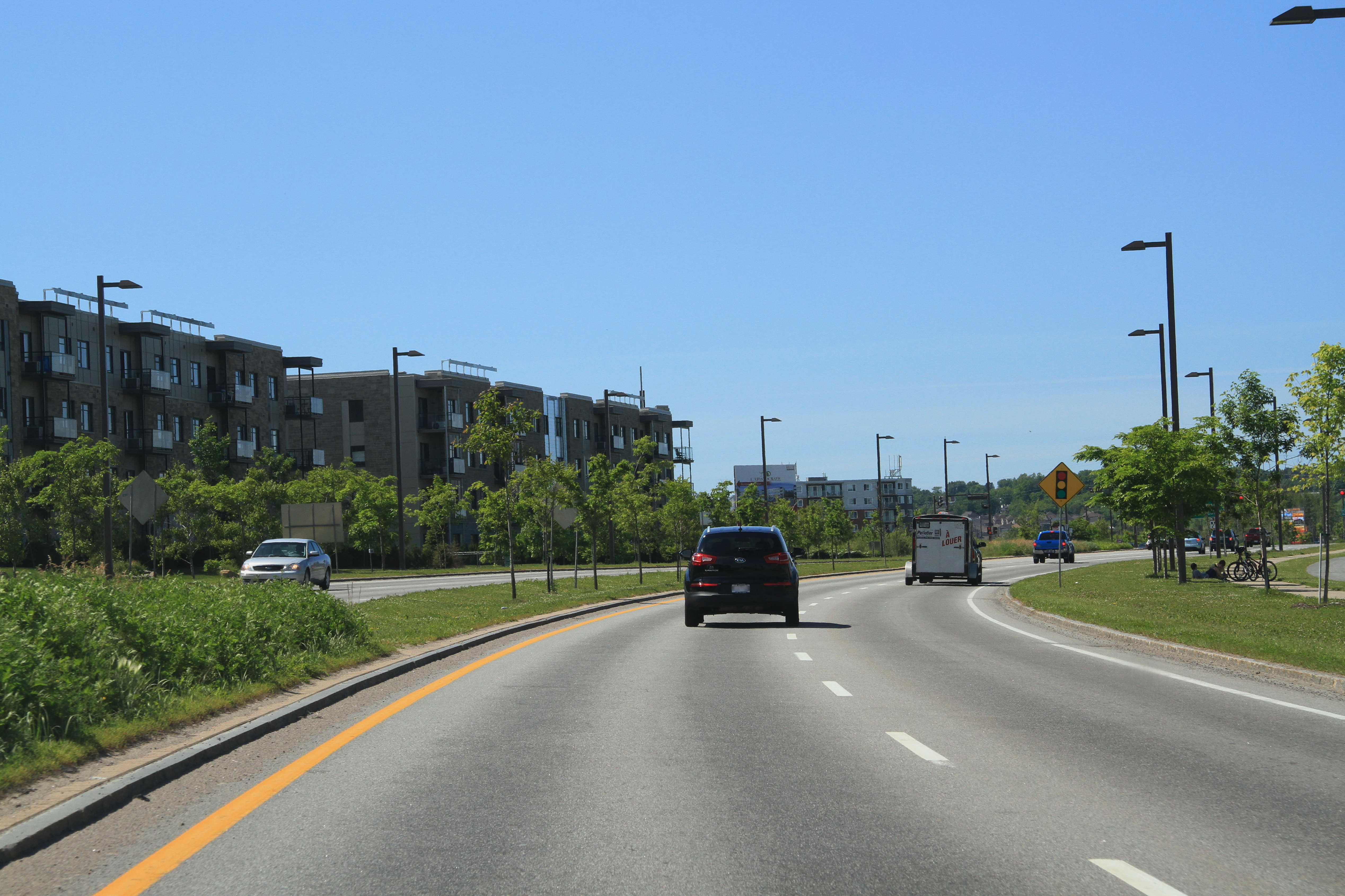
Boulevard Robert-Bourassa

- Autoroute Laurentienne (autoroute 73)
- Autoroute Félix-Leclerc (autoroute 40)
- Boulevard Bastien (route 369)
- Boulevard Lebourgneuf
- Boulevard Pierre-Bertrand
- Boulevard Robert-Bourassa

### Parcs, espaces verts et loisirs
- Parc Chauveau (en partie)
- Parc de l'Escarpement
- Méga-parc des Galeries de la Capitale (parc d'attractions intérieur)
- Cinéma IMAX aux Galeries de la Capitale
- Corridor des Cheminots, piste cyclable qui suit une ancienne voie ferrée.
- Parc Saint-André
- Parc des Brumes

### Édifices religieux
- Église Saint-André[6] (1965)

### Commerces et entreprises

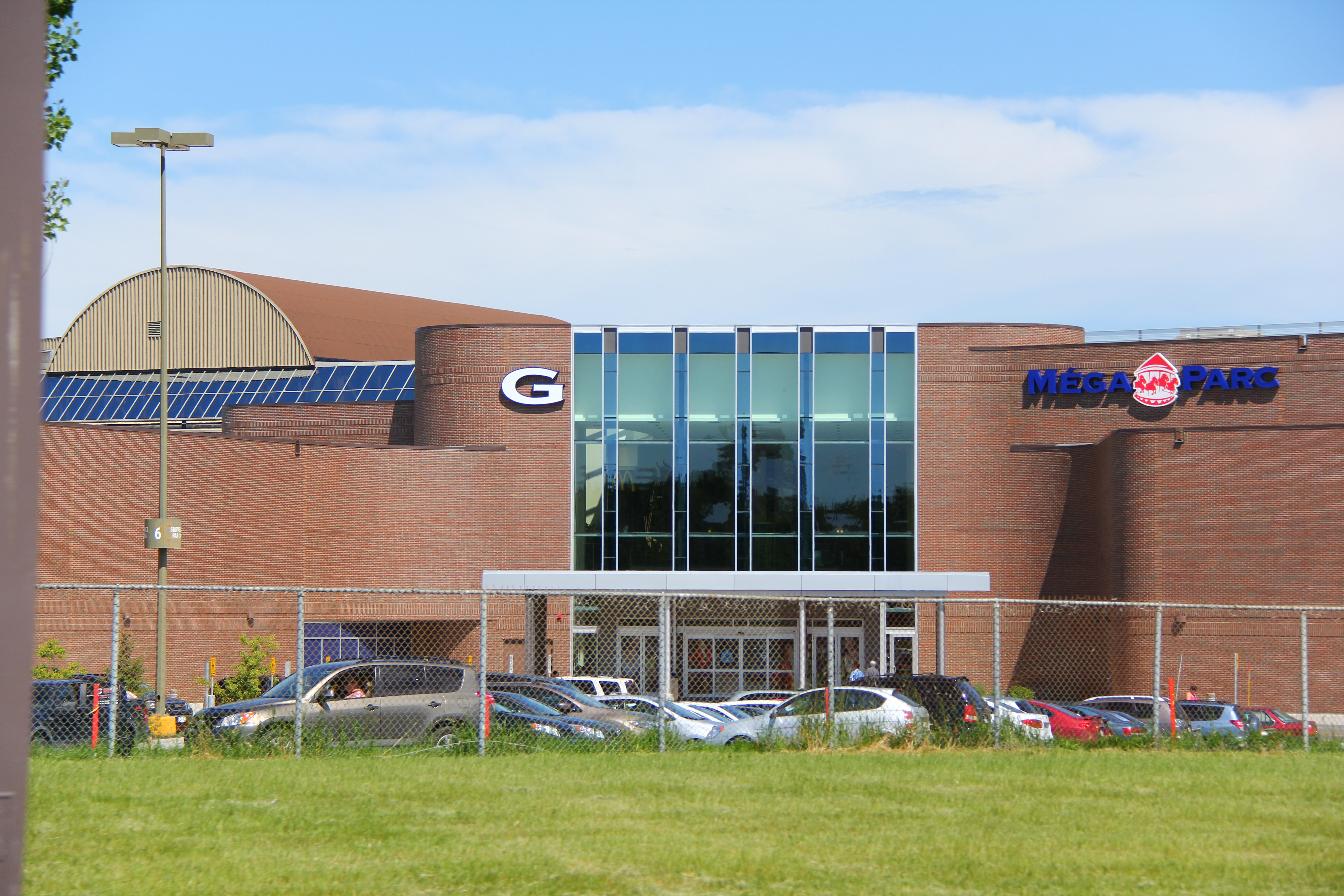
Galeries de la Capitale

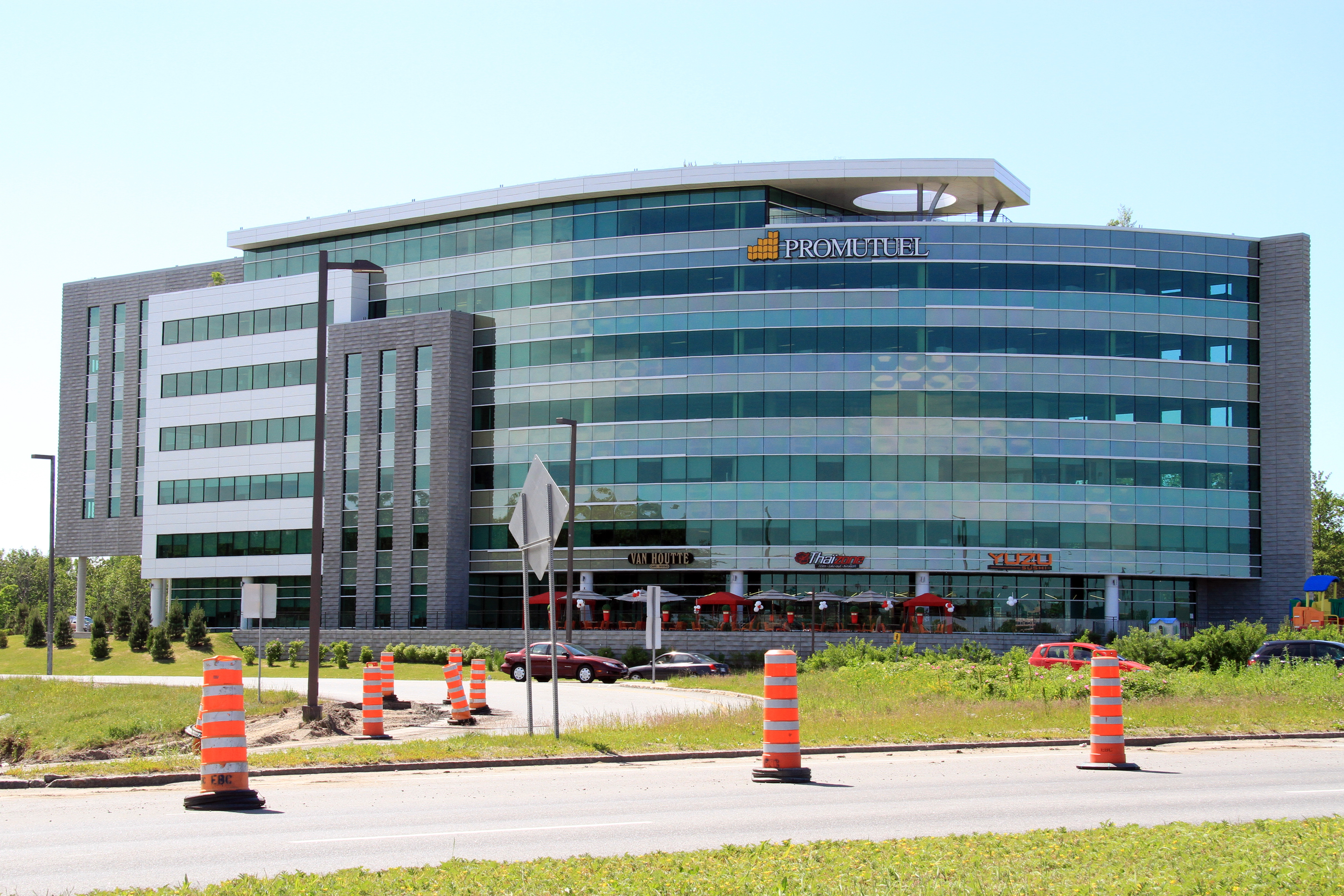
Édifice Promutuel

- Centre commercial Les Galeries de la Capitale
- Zone industrielle Lebourgneuf
  - Siège social et garage du Réseau de transport de la Capitale
  - Club-entrepôt Costco
- Parc industriel des Carrières
- Parc industriel Métrobec
  - Siège régional d'Hydro-Québec
  - Vidéotron

### Lieux d'enseignement
- Centre de services scolaires de la Capitale
  - École primaire de l'Apprenti-Sage
  - École primaire de l'Escabelle
  - École primaire les Prés-Verts
  - École primaire Saint-Bernard
- Écoles privées
  - Académie Saint-Louis (secondaire)
  - École Saint-Louis-de-Gonzague (primaire, pavillon de l'Académie Saint-Louis)

### Autres édifices notables
- Bibliothèque Lebourgneuf (1650, boulevard La Morille)
- Bibliothèque Saint-André (2155, boulevard Bastien)
- Centre de détention de Québec (prison provinciale)
- Sous-station Laurentien d'Hydro-Québec, vaste poste électrique
- Nouvelle centrale du Service de police de la Ville de Québec depuis 2024 (495, boulevard Louis-XIV)

## Démographie
Lors du recensement de 2016, le portrait démographique du quartier était le suivant :
- sa population représentait 48,2 % de celle de l'arrondissement et 6,6 % de celle de la ville.
- l'âge moyen était de 42,8 ans tandis que celui à l'échelle de la ville était de 43,2 ans.
- 65,8 % des habitants étaient propriétaires et 34,2 % locataires.
- Taux d'activité de 68 % et taux de chômage de 3,4 %.
- Revenu moyen brut des 15 ans et plus : 51 835 $.

| 1996   | 2001   | 2006   | 2011   | 2016   | 2021   |
| ------ | ------ | ------ | ------ | ------ | ------ |
| 21 750 | 21 925 | 24 005 | 30 980 | 35 215 | 37 540 |